# CD-R
CD-R (em inglês:  Compact disc-recordable) é um formato de armazenamento de disco óptico digital. Um CD-R é um disco compacto que pode ser gravado uma vez e lido arbitrariamente várias vezes.
Os CD-Rs são legíveis pela maioria dos leitores de CD fabricados antes da introdução do CD-R, ao contrário dos discos CD-RW.